# Qualitätsanmutung
Qualitätsanmutung ist ein Begriff, der dem Marketing zuzurechnen ist und überwiegend, aber nicht ausschließlich, in der Automobilindustrie verwendet wird.
Er bezeichnet nicht das tatsächliche Qualitätsniveau des Gegenstandes (z. B. Fahrzeug, Innenausstattung), sondern die subjektive Rezeption des Betrachters über die Qualität, vor allem in Bezug auf den visuellen und akustischen Eindruck sowie die Geruchswahrnehmung und die Haptik.

## Ziel
Das Ziel der (Automobil-)Hersteller ist es, durch die Verwendung von hochwertigen Materialien für alle sichtbaren Oberflächen und solche, die der Benutzer (z. B. Autokäufer) berührt, sowie durch akustische Maßnahmen eine möglichst hohe Qualitätsanmutung zu erreichen und dem Benutzer dadurch ein hohes Qualitätsniveau des Gegenstandes zu suggerieren.
Dies hat in den letzten Jahren zur Entwicklung spezieller Berufsbilder wie dem Akustikdesigner (auch: Sounddesigner) und dem Geruchsdesigner geführt. 